# 곤살로 루벤 베르헤시오
곤살로 루벤 베르헤시오(스페인어: Gonzalo Rubén Bergessio, 1984년 6월 20일 ~ )는 아르헨티나 프리메라 디비시온의 CA 플라텐세에서 뛰는 아르헨티나의 축구 선수이다.